# كيث ليندسي ستيوارت
كيث ليندسي ستيوارت (بالإنجليزية: Keith Lindsay Stewart)‏ هو عسكري نيوزيلندي، ولد في 30 ديسمبر 1896 في تيمارو ‏ في نيوزيلندا، وتوفي في 13 نوفمبر 1972 في Kawakawa, New Zealand ‏ في نيوزيلندا.